# Melinaea imitata
Melinaea imitata är en fjärilsart som beskrevs av Bates 1864. Melinaea imitata ingår i släktet Melinaea och familjen praktfjärilar. Inga underarter finns listade i Catalogue of Life.